# Kieran Doe
Kieran Doe (* 13. Mai 1981) ist ein ehemaliger Triathlet aus Neuseeland und Ironman-Sieger (2007). Er wird in der Bestenliste neuseeländischer Triathleten auf der Ironman-Distanz geführt.

## Werdegang
2007 gewann Kieran Doe beim Ironman Canada Gold auf der Ironman-Distanz (3,86 km Schwimmen, 180,2 km Radfahren und 42,195 km Laufen).
Sein Spitzname ist Doeboy .
Im Januar 2012 wurde er beim Training in einen Verkehrsunfall verwickelt und er tritt seit 2012 nicht mehr international in Erscheinung.

## Sportliche Erfolge
| Datum/Jahr    | Rang | Wettbewerb                                      | Austragungsort       | Zeit        | Bemerkung                                        |
| ------------- | ---- | ----------------------------------------------- | -------------------- | ----------- | ------------------------------------------------ |
| 3. Juli 2011  | 3    | Ironman 70.3 Korea                              | Jeju                 |             |                                                  |
| 8. Jan. 2011  | 6    | Port of Tauranga Half Ironman                   | Tauranga             | 03:56:13    | [ 2 ]                                            |
| 30. Okt. 2010 | 4    | Ironman 70.3 Taiwan                             | Kenting              | 04:12:55,75 | Vierter bei der Erstaustragung                   |
| 2010          | 1    | Ironman 70.3 Calgary                            | Calgary              | 03:58:45    | Sieg vor dem US-Amerikaner Brian Fleischmann     |
| 18. Juli 2010 | 2    | Vineman Ironman 70.3                            | Sonoma County        | 04:00:23    | Zweiter hinter Chris Lieto                       |
| 25. Okt. 2009 | 9    | ITU Triathlon Long Distance World Championships | Perth                | 03:56:49    | [ 5 ]                                            |
| 1. Aug. 2009  | 3    | Steelhead Ironman 70.3                          | Benton Harbor        |             | in Michigan                                      |
| 14. Juni 2009 | 1    | ITU Triathlon Long Distance Asian Championships | Gangweon             | 04:22:03    | 3 km Schwimmen, 80 km Radfahren und 20 km Laufen |
| Jan. 2008     | 1    | Port of Tauranga Half Ironman                   | Tauranga             | 03:56:41    | Sieg vor seinem Landsmann Cameron Brown          |
| 2006          | 2    | Eagleman Ironman 70.3                           | Cambridge (Maryland) |             |                                                  |
| 7. Jan. 2003  | 3    | Port of Tauranga Half Ironman                   | Tauranga             |             |                                                  |

| Datum/Jahr    | Rang | Wettbewerb          | Austragungsort | Zeit     | Bemerkung |
| ------------- | ---- | ------------------- | -------------- | -------- | --------- |
| 21. Jan. 2012 | 3    | Challenge Wanaka    | Lake Wānaka    | 08:57:17 |           |
| 6. März 2010  | 3    | Ironman New Zealand | Taupō          | 08:34:16 |           |
| 1. März 2008  | 3    | Ironman New Zealand | Taupō          | 08:33:35 |           |
| 26. Aug. 2007 | 1    | Ironman Canada      | Penticton      |          |           |
| 2. Juli 2006  | 3    | Challenge Roth      | Roth           | 08:11:07 |           |
| 2005          | 21   | Challenge Roth      | Roth           | 08:50:17 | [ 8 ]     |

(DNF – Did Not Finish)